# Rhipsalis grandiflora
Rhipsalis grandiflora är en kaktusväxtart som beskrevs av Adrian Hardy Haworth. Rhipsalis grandiflora ingår i släktet Rhipsalis och familjen kaktusväxter. Inga underarter finns listade i Catalogue of Life.